# Salentse
La Salentse (on écrit aussi Salentze, Saleintse ou Salence) est une rivière suisse et un affluent droit du Rhône. Elle s'écoule plus précisément en Valais central, sur les communes de Saillon et Leytron.

## Parcours
De type torrentiel, cette rivière est un affluent du Rhône qui s'écoule de la rive droite. Elle prend sa source entre le Petit Muveran et le Grand Muveran. Pour rejoindre le Rhône, elle passe par un premier cirque - le Plan Salentze à 2100 m - puis un second - le Plan Coppel à 1900 m - et enfin un troisième palier - celui de la Saille. Elle coule alors en direction du sud et franchit les gorges du même nom, longues de 2 km. À cet endroit émerge une source d'eau chaude à ~20 °C. C'est dans ces gorges que, vers la fin de 1880, le faux monnayeur Farinet fut bloqué par la police et y trouva la mort.
Elle rejoint le Rhône en amont du village de Saillon.

## Particularités

### Les gorges
Au cours des siècles, la rivière a creusé de magnifiques gorges. C'est là que Gustave Courbet peint son tableau "la caverne des géants". c'est aussi là que Farinet, faux monnayeur du XIXe siècle, trouva refuge pour échapper à la police.

### Source d'eau chaude
Dans le fond des gorges, au lieu-dit Les Bains, une source d'eau chaude jaillit du rocher. Au fil des années, le calcaire de cette source a fini par créer un véritable pont en tuf. L'eau sort à environ 20 °C. Elle est légèrement iodée. Elle a permis aux habitants de Saillon qui la buvait, durant le Moyen Âge, d'éviter les maladies du goitre et du crétinisme.

### Passerelle à Farinet
À plus de 140 mètres au-dessus des gorges de la Salentze est suspendue une passerelle. De là, on peut admirer un superbe panorama de la vallée du Rhône ; une vertigineuse vue plongeante sur les gorges en plus.
L'artiste Hans Erni a accroché à la falaise adjacente une colombe de la paix mesurant près de 30 m2.

### Via Farinetta
Depuis le 21 mai 2011 (date d'inauguration), les gorges sont parcourues par la Via Farinetta, une via ferrata de 1010 mètres de long et de 335 mètres de dénivelée, accessible aux plus téméraires ayant l'expérience et l'équipement appropriés (3 tronçons de difficulté croissante : AD+, D+ et TD+).
Le troisième tronçon date de fin juin 2012.

## Affluent
| Nom                | Nom | Nom | Nom | Longueur | Bassin versant | Source | Confluence | Commentaires |
| ------------------ | --- | --- | --- | -------- | -------------- | ------ | ---------- | ------------ |
| Mottelaz           |     |     |     |          |                |        |            |              |
| Torrent de la Saya |     |     |     |          |                |        |            |              |

## Galerie

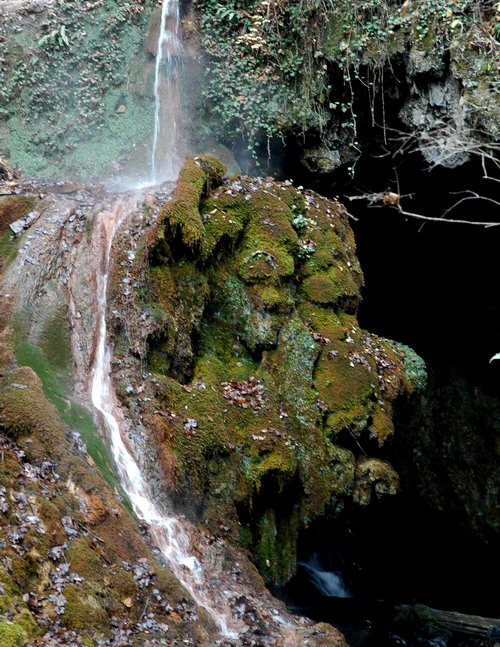
la tête de géant dans les gorges : inspiration de Gustave Courbet.
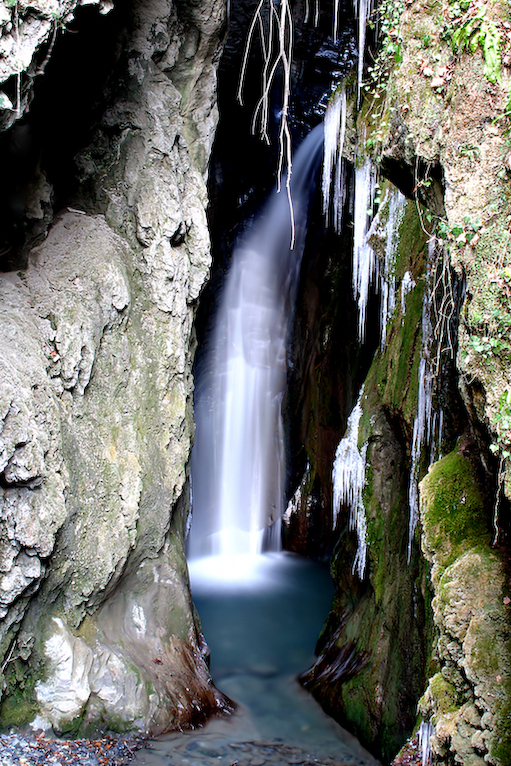
La Salentse à la sortie des gorges, avant de se jeter dans le Rhône non loin du village de Saillon.
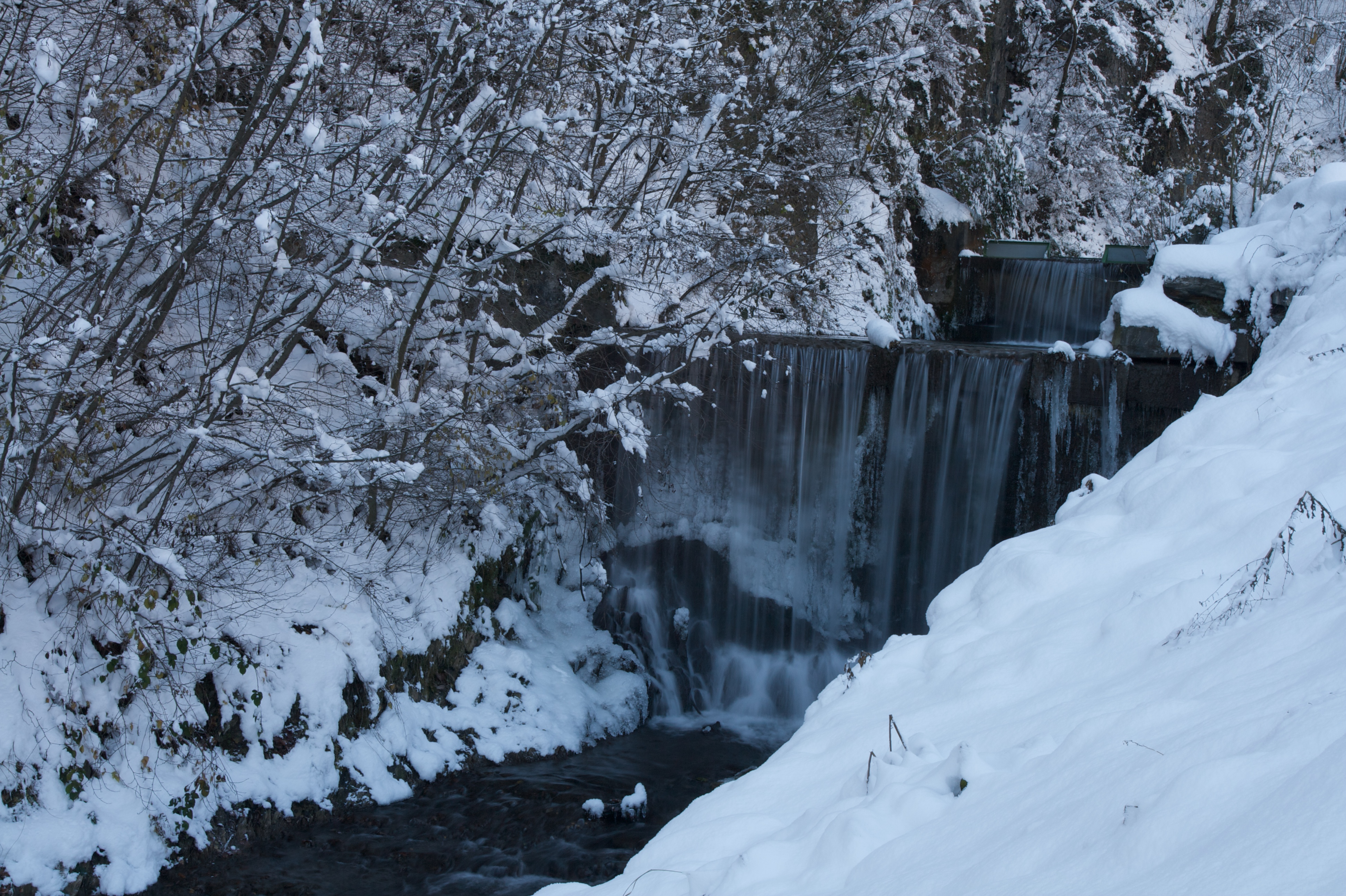
Chutes formées par la création de bassins artificiels pour retenir les pierres charriées par le courant.
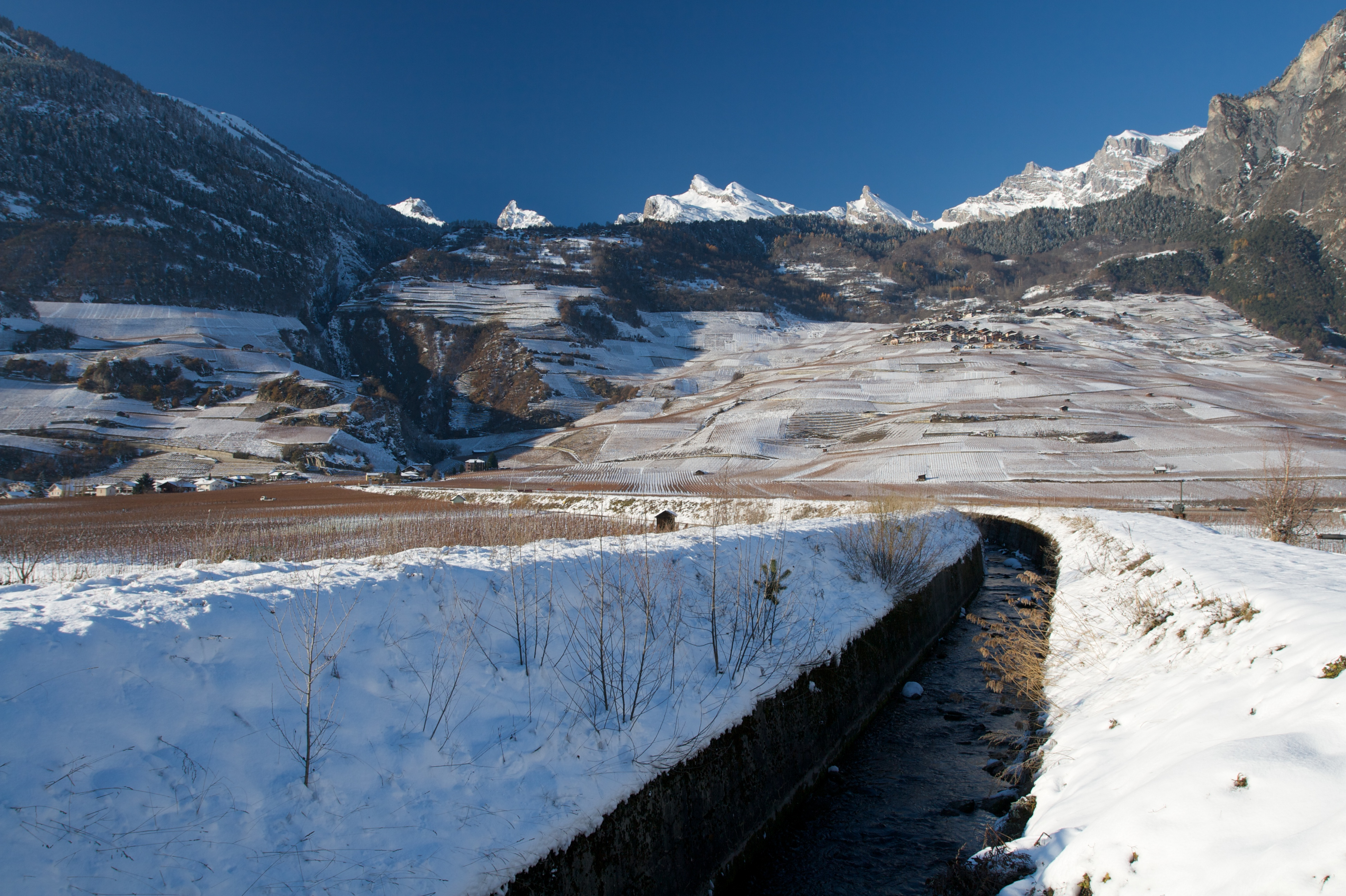
Tronçon endigué de la rivière peu avant le Rhône

### Sources
- Carte topographique, Swisstopo